# Jan Trejdosiewicz
Jan Nepomucen Trejdosiewicz (ur. 15 maja 1834 w Warszawie, zm. 8 listopada 1900 tamże) – geolog, absolwent uniwersytetu w Petersburgu (1859), Akademii Górniczej we Freiburgu (1860), profesor Uniwersytetu Warszawskiego.

## Życiorys
Studiował w Instytucie Gospodarstwa Wiejskiego w Marymoncie. W 1859 ukończył nauki przyrodnicze na wydziale matematyczno-fizycznym  Uniwersytetu w Petersburgu.  Potem studiował 2 lata we Freibergu na Akademii Górniczej. Po powrocie do kraju powołany na profesora mineralogii w Instytucie Politechnicznym i rolniczo-leśnym w Nowej Aleksandrii (Puławach), w 1867 w Szkole Głównej na stanowisko profesora petrografii, a w 1869 geologii i paleontologii. Od 1872 docent Cesarskiego Uniwersytetu Warszawskiego, od 1881 profesor nadzwyczajny, w 1889 zwyczajny, w 1890 przechodzi na emeryturę. 
W 1864 otrzymał doktorat filozofii w Heidelbergu, w  1872 doktorat mineralogii i geognozji na Uniwersytecie w Charkowie.  
Od 1894 dyrektor szkoły realnej w Warszawie. 
Od 1873 członek rzeczywisty Carskiego Towarzystwa Mineralogicznego w Petersburgu, 1874 kawaler Orderu Św. Stanisława, 1875 członek korespondent Towarzystwa Nauk Ścisłych w Paryżu, 1887 Radca Dworu i kawaler Orderu Św. Anny, 1891 Rzeczywisty Radca Stanu. 
Za stworzenie mapy geologicznej Lubelszczyzny otrzymał tytuł szlachecki i herb Ostoja II. 
Pochowany na cmentarzu Powązkowskim (kwatera C-2-7/8).

## Publikacje
- O geologii i jej postępach (1868)[4],
- Uwagi nad poszukiwaniem pożytecznych ciał w Królestwie Polskim (1875).
- O utworach trzeciorzędowych guberni lwowskiej (1883)

Autor trzech doktoratów: (Paryż, Heidelberg - Filozofia i nauki wyzwolone i Charków "O formacjach przechodowych Gór Kieleckich w Królestwie Polskim" - 1868).